# پایگاه هوایی برمودا
پایگاه هوایی برمودا (به انگلیسی: Naval Air Station Bermuda) یک فرودگاه نظامی با کد یاتا BDA است که یک باند فرود آسفالت دارد و طول باند آن ۳۰۱۷ متر است. این فرودگاه در کشور ایالات متحده آمریکا قرار دارد و در ارتفاع ۴ متری از سطح دریا واقع شده‌است.